# Balirnik
Balirnik (Ang. Baler) je kmetijska naprava, ki se uporablja za stiskanje in oblikovanje pridelkov v obliko, ki je lažja za transport in shranjevanje. Obstajajo različne vrste balirnikov glede na obliko bal in način vezanja. Uporablja se na pridelkih kot so seno, slama, bombaž in silaža.
Podobne naprave se uporabljajo tudi v industriji za recikljive materiale kot so papir, plastika in kovine.

## Zunanje naprave
- Hay Harvesting in the 1940s,  instructional films, Center for Digital Initiatives, University of Vermont Library

[[Category:Recikliranje]